# August Zaleski

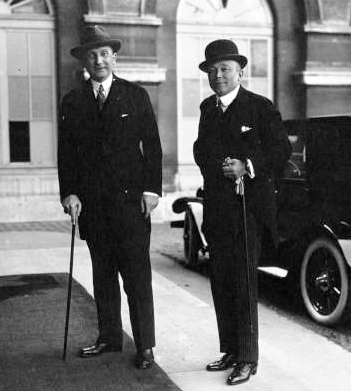
Od lewej: August Zaleski, Alfred Chłapowski

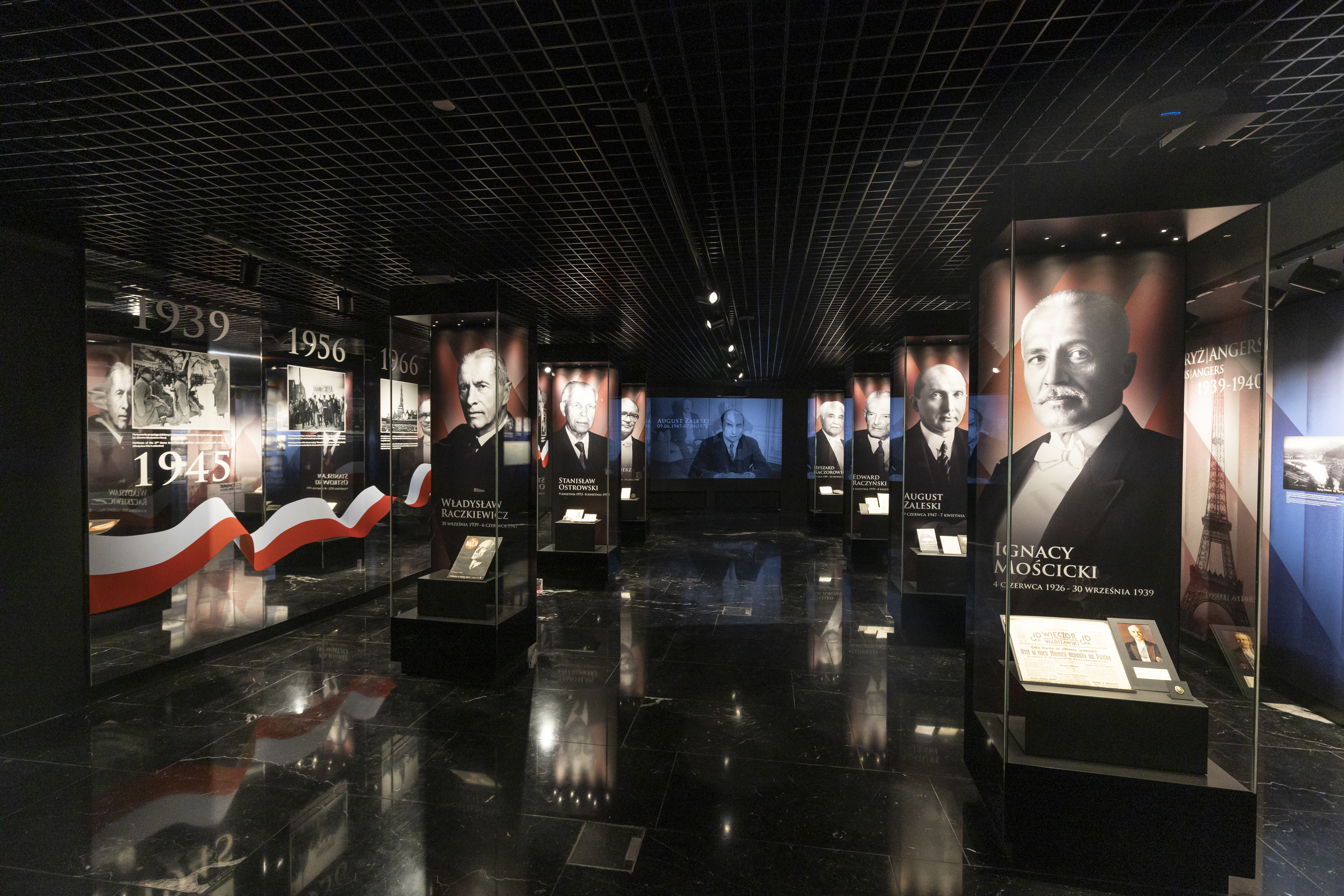
Izba Pamięci poświęcona Prezydentom RP na uchodźstwie przy Świątyni Opatrzności Bożej w Warszawie

August Zaleski (ur. 13 września 1883 w Warszawie, zm. 7 kwietnia 1972 w Londynie) – polski polityk i dyplomata, drugi prezydent Rzeczypospolitej Polskiej na uchodźstwie w latach 1947–1972 
Dwukrotny minister spraw zagranicznych Polski (1926–1932 i 1939–1941). W 1954 bez podstaw prawnych przedłużył formalnie zakończoną wówczas kadencję prezydencką na czas nieokreślony i sprawował urząd prezydenta do śmierci w 1972, co doprowadziło do rozłamu politycznego na uchodźstwie i utworzenia Rady Trzech – opozycyjnego ośrodka przypisującego sobie uprawnienia głowy państwa.

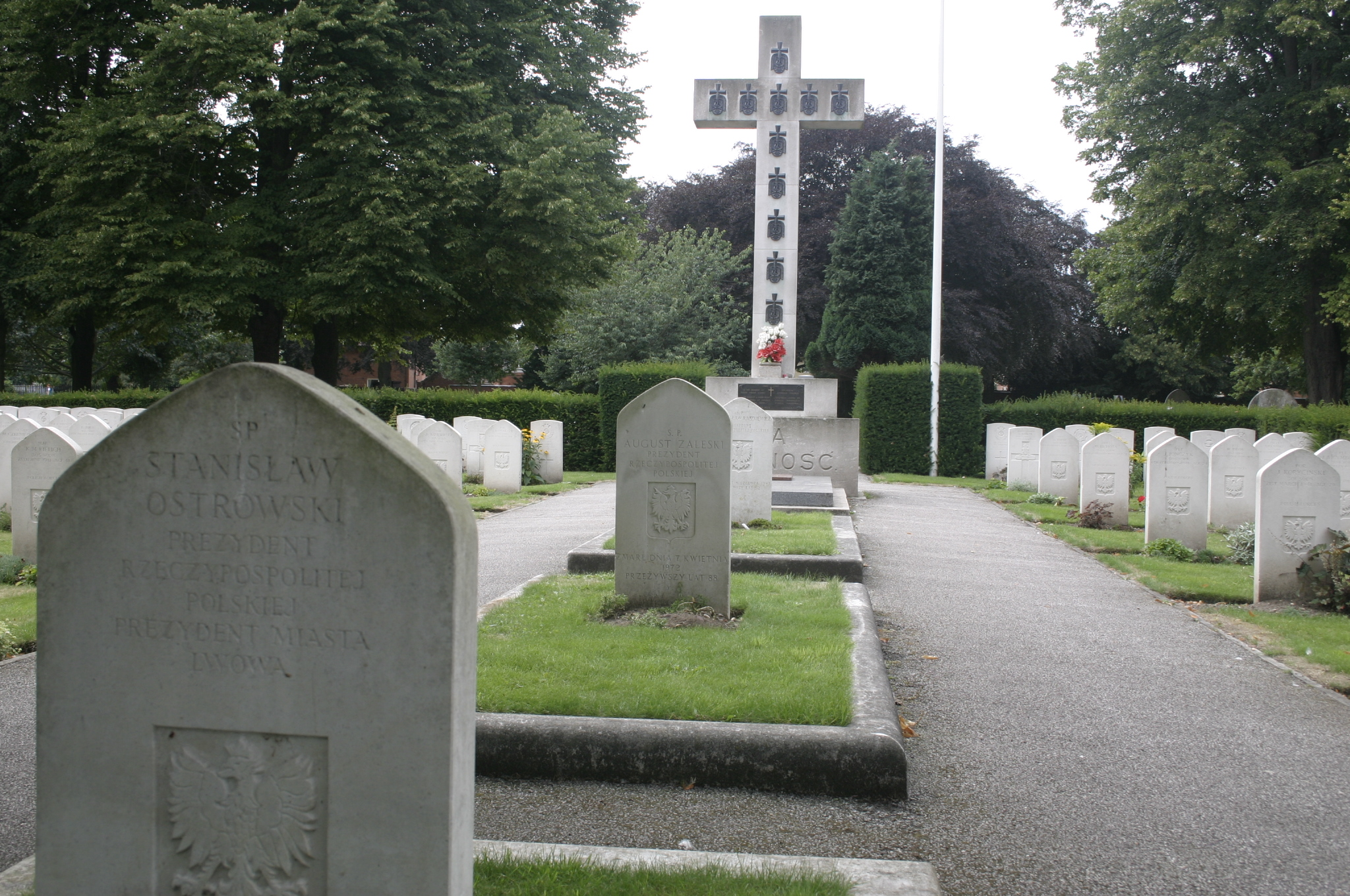
Cmentarz w Newark, na pierwszym planie nagrobek Stanisława Ostrowskiego, następny Augusta Zaleskiego, a za nim Władysława Raczkiewicza

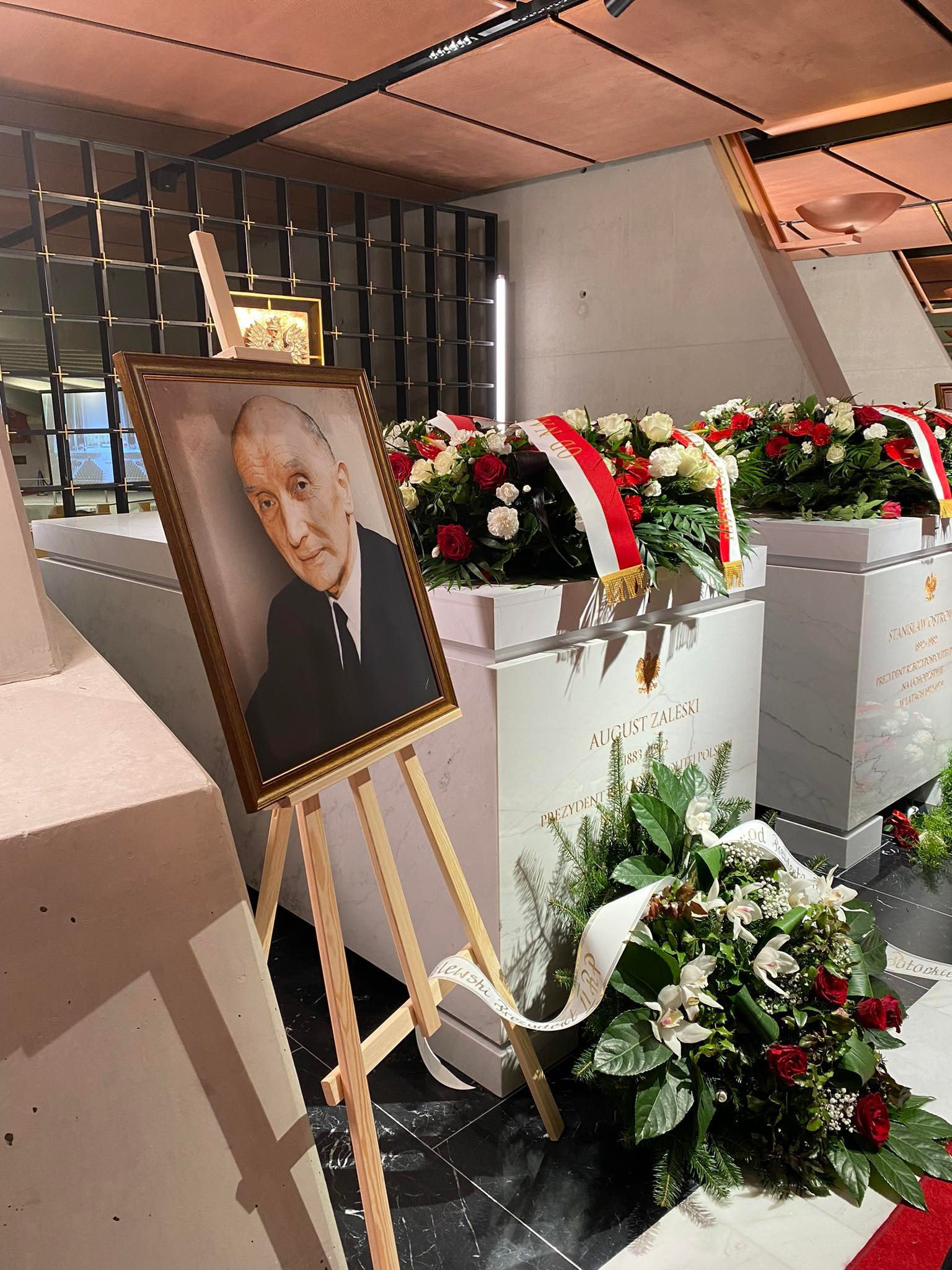
Sarkofag Zaleskiego w Mauzoleum Prezydentów RP na Uchodźstwie

## Życiorys
Urodził się 13 września 1883 w Warszawie, w rodzinie Szczęsnego i Anny z Szydłowskich. Absolwent Gimnazjum Praskiego w Warszawie (obecnie liceum Władysława IV) z 1901. Następnie wyjechał do Anglii i w 1911 ukończył studia na wydziale ekonomii Uniwersytetu Londyńskiego (London School of Economics), uzyskując tytuł B. Sc. (Econ.). Pracował przez pewien czas jako bibliotekarz w Bibliotece Ordynacji Krasińskich w Warszawie, przygotowując się do podjęcia kariery naukowej. W 1913 została wydana jego praca pt. Konfraternia Kupiecka Miasta Starej Warszawy.

### I wojna światowa
Po wybuchu I wojny światowej zaangażował się w sprawy polityczne. W 1915 został skierowany do Londynu jako delegat Bloku Stronnictw Niepodległościowych celem propagowania suwerenności Polski (jego misją było przekonanie Brytyjczyków, że akcja Piłsudskiego nie jest wymierzona w zachodnie mocarstwa Ententy, tylko w Rosję). W Londynie został kierownikiem Polskiego Komitetu Informacyjnego. W 1917 podjął stałe wykłady z literatury i języka polskiego, zostając lektorem w King’s College na Uniwersytecie Londyńskim. Związał się z ruchem wolnomularskim.

### Okres międzywojenny
Po odzyskaniu niepodległości w listopadzie 1918 został kierownikiem misji polskiej w Szwajcarii, a następnie do kwietnia był chargé d’affaires w Bernie. W tym okresie w dniu 1 grudnia 1918 otrzymał zawiadomienie od rządu Wielkiej Brytanii o uznaniu niepodległości Rzeczypospolitej Polskiej i osoby Marszałka Józefa Piłsudskiego jako Naczelnika Państwa. Od kwietnia 1919 uczestniczył w konferencji pokojowej w Paryżu będąc członkiem polskiej delegacji. Po zawarciu pokoju został szefem Wydziału Wielkich Mocarstw w Ministerstwie Spraw Zagranicznych. W 1921 został mianowany posłem RP w Atenach w Grecji. W 1921 skierowany na stanowisko dyrektora Departamentu Politycznego w MSZ. W 1922 mianowany posłem RP w Rzymie we Włoszech. Po przewrocie majowym 1926 był we wszystkich rządach RP do 1932 ministrem spraw zagranicznych. Na tym stanowisku podpisał m.in. konwencję w sprawie niewolnictwa, Pakt Brianda-Kellogga (których Polska była jednym z państw założycielskich), traktat handlowy z Niemcami, pierwszy pakt o nieagresji z ZSRR. Brał udział w pracach Ligi Narodów, zawarł porozumienie gwarantujące Polsce miejsce w jej Radzie oraz został prezesem tejże. W latach 1928–1935 zasiadał w Senacie kadencji II (1928–1930) i III (1930–1935).
Po odejściu z MSZ od listopada 1932 pracował na stanowisku prezesa (szefa Rady Nadzorczej) Banku Handlowego w Warszawie do 1939. Pełnił także funkcje prezesa Polsko-Amerykańskiej Izby Handlowej i prezesa Polsko-Francuskiego Towarzystwa.

### II wojna światowa
Po wybuchu II wojny światowej we wrześniu 1939, po okupacji terytorium Polski przez Wehrmacht i Armię Czerwoną (w konsekwencji ataku III Rzeszy i agresji ZSRR) przekroczył granicę polsko-rumuńską. Dotarł do Francji, gdzie został ministrem spraw zagranicznych w powołanym 30 września 1939 rządzie gen. Władysława Sikorskiego. Od 18 do 20 lipca 1940 desygnowany był na stanowisko premiera, po zdymisjonowaniu Sikorskiego. Ostatecznie rządu nie sformował, nie został też zaprzysiężony przez prezydenta, a misję stworzenia nowego gabinetu skutecznie wypełnił dotychczasowy premier. Po podaniu się do dymisji w lipcu 1941 w proteście przeciw układowi Sikorski-Majski, sposobowi jego negocjacji i pominięciu ministra spraw zagranicznych przy formułowaniu i zawarciu układu, został szefem Kancelarii Cywilnej Prezydenta RP Władysława Raczkiewicza.

### Okres powojenny
W czerwcu 1947, po śmierci Raczkiewicza, objął urząd prezydenta RP na uchodźstwie. Ponieważ uprzednio wyznaczonym następcą prezydenta RP był Tomasz Arciszewski, zmiana ta wywołała spory w środowisku polskiej emigracji politycznej. PPS przeciwstawiła się objęciu urzędu przez Augusta Zaleskiego, co pociągnęło za sobą dymisję rządu Arciszewskiego. W 1954, po zakończeniu siedmioletniej kadencji, prezydent Zaleski zdecydował pozostać na swoim urzędzie. Nie miało to jednak żadnego umocowania prawnego w przepisach konstytucji kwietniowej z 1935 (uznawanej przez rząd londyński za jedyną legalną i nadal obowiązującą). Swoją decyzję uzasadniał stanem wyższej konieczności wywołanym przez tzw. aferę Bergu – międzynarodową aferę szpiegowską, w którą zamieszane były m.in. ugrupowania opozycyjne wobec Zaleskiego. Wydarzenie to przyczyniło się do trwającego przez niemal dwie dekady konfliktu w polskich władzach na uchodźstwie. Większość polityków emigracyjnych (w tym generałowie Władysław Anders i Tadeusz Bór-Komorowski) wypowiedziała posłuszeństwo Zaleskiemu. Uznając, że przedłużając pozakonstytucyjnie swoją kadencję złamał akt zjednoczenia narodowego, utworzyła w 1954, z poparciem emigracyjnej Rady Jedności Narodowej, Radę Trzech – substytucyjną kolegialną głowę państwa, urzędującą aż do śmierci Augusta Zaleskiego w 1972. W skład Rady Trzech wchodzili początkowo: Władysław Anders, Tomasz Arciszewski i hr. Edward Raczyński. Po śmierci Tomasza Arciszewskiego jego miejsce w Radzie Trzech zajął Tadeusz Bór-Komorowski. Zwolennikiem Zaleskiego pozostał (do swego powrotu do kraju w 1956) Stanisław Cat-Mackiewicz. 24 lutego 1971 Zaleski wyznaczył swym następcą Stanisława Ostrowskiego.
Zmarł 7 kwietnia 1972 w wieku 89 lat w Szpitalu Maltańskim w Londynie. Został pochowany na Cmentarzu Lotników i Spadochroniarzy Polskich w Newark po mszy św. odprawionej przez bp. Szczepana Wesołego. Po śmierci Zaleskiego w 1972 Rada Trzech rozwiązała się, uznając legalność nominacji Ostrowskiego.

## Upamiętnienie
IV Rada Rzeczypospolitej Polskiej na swoim pierwszym posiedzeniu 9 listopada 1968 jednomyślnie uchwaliła, że prezydent August Zaleski swą przeszło 50-letnią służbą dla Polski dobrze zasłużył się Ojczyźnie.
W 2008 r. Poczta Polska wyemitowała w nakładzie 600 tys. sztuk należący do serii „Prezydenci Rzeczypospolitej Polskiej na uchodźstwie” znaczek pocztowy o nominale 1,45 zł upamiętniający Augusta Zaleskiego.
Od grudnia 2015 roku portret Augusta Zaleskiego wraz z portretami pozostałych prezydentów RP na uchodźstwie wisi na honorowym miejscu w holu ambasady RP w Londynie.
12 listopada 2022 roku z inicjatywy premiera Mateusza Morawieckiego do Polski zostały sprowadzone szczątki Augusta Zaleskiego oraz dwóch innych prezydentów RP na uchodźstwie: Władysława Raczkiewicza i Stanisława Ostrowskiego. Tego samego dnia w Świątyni Opatrzności Bożej w Warszawie odbyły się uroczystości pogrzebowe m.in. z udziałem prezydenta Andrzeja Dudy i premiera Morawieckiego oraz pochówek w nowo powstałym Mauzoleum Prezydentów RP na Uchodźstwie. Wraz z Mauzoleum, w Świątyni Opatrzności Bożej w Warszawie została również otwarta Izba Pamięci, poświęcona Prezydentom RP na Uchodźstwie i ich działalności.

## Ordery i odznaczenia
- Order Orła Białego (1947)[17][18]
- Wielka Wstęga Orderu Odrodzenia Polski (11 listopada 1935)[19]
- Krzyż Komandorski z Gwiazdą Orderu Odrodzenia Polski (2 maja 1923)[20][21][22]
- Złoty Krzyż Zasługi (11 listopada 1937)[23]

- Order Zasługi I klasy (Węgry, 1928)[20][24]
- Order Korony Dębowej I klasy (Luksemburg, 1931)[25]
- Order Zasługi I klasy (Chile, 1931)[20][26]
- Order Krzyża Orła I klasy (Estonia, 1931)[27]
- Order Chrystusa I klasy (Portugalia, 1931)[28]
- Order Legii Honorowej I i III klasy (Francja)[20]
- Order śś. Maurycego i Łazarza I klasy (Włochy)[20]
- Order Korony Włoch I klasy (Włochy)[20]
- Order Trzech Gwiazd I klasy (Łotwa)[20]
- Order Gwiazdy Polarnej I klasy (Szwecja)[20]
- Order Leopolda I klasy (Belgia)[20]
- Order Karola III I klasy (Hiszpania)[20]
- Order Lwa Białego I klasy (Czechosłowacja)[20]
- Order Świętego Olafa I klasy (Norwegia)[20]
- Order Białej Róży Finlandii I klasy (Finlandia)[20]
- Order Grobu Świętego I klasy (Stolica Apostolska)[20]
- Order Korony Jugosłowiańskiej I klasy (Jugosławia, 1931)[20][29]
- Order Orła Białego I klasy (Jugosławia)[20]
- Order Gwiazdy Rumunii I i II klasy (Rumunia)[20]
- Wielki Krzyż Magistralny kawalerów maltańskich (1930)[30]
- Order Kłosa Złotego I klasy (Chiny)[20]